# Le Centaure de l'Arctique

Le Centaure de l'Arctique est un livre écrit par Yves Gauthier et qui relate le périple de Gleb Travine à travers l'URSS dès 1928. Cet ouvrage est écrit à partir des notes de Travine et de la publication qu'il en fit, mise à l'index par le régime stalinien qui ne tolérait pas l'expression des exploits individuels,,.
Durant quatre ans, Travine, un ouvrier soviétique, seul et sans assistance aucune, part à vélo autour de l'U.R.S.S. Il commence son périple au Kamtchatka, se dirige vers Vladivostok, traverse l'Asie centrale, le Caucase, la Crimée et l'Ukraine, remonte au Nord vers Mourmansk, puis s'engage plein Est sur les côtes arctiques du pays, pédalant sur la banquise et se débrouillant au jour le jour pour sa subsistance, sa santé et sa sécurité. Il fut surnommé par les autochtones qu'il croise « l'homme qui chevauche un cheval de fer ».
De plus, ce livre apporte de nombreuses anecdotes intéressantes — incluses par l'auteur — pour comprendre la Russie et l'Union soviétique.
Le livre fut publié en février 2001 par Actes Sud  (ISBN 978-2-7427-3090-2)